# Nuova uscita della Galleria degli Uffizi
La nuova uscita della Galleria degli Uffizi, progettata dagli architetti Arata Isozaki e Andrea Maffei, è stato il progetto vincitore del concorso internazionale a inviti bandito nel 1998 e mirato all'ampliamento dello spazio espositivo e alla realizzazione di una nuova uscita per il museo di Firenze.
L'uscita era parte del più ampio programma dei Grandi Uffizi, un progetto finanziato per circa 60 milioni di euro per la ristrutturazione e l'ampliamento dell'intero museo. Il progetto di Isozaki-Maffei consisteva in una piazza coperta da una grande loggia di forma quadrangolare in acciaio e pietra, concepita come eco alla Loggia dei Lanzi in Piazza della Signoria, che si apriva su piazza del Grano, accanto all'Aula Magliabechiana (i cui ambienti per le mostre temporanee al piano inferiore sono stati completati nel 2017) e davanti all'edificio a ridosso della loggia del Grano, il cosiddetto ex-Cinema Capitol.
La costruzione della loggia è diventata oggetto di forti controversie artistiche, sociali e politiche tanto che i lavori, il cui completamento era stato stimato per il 2003, si sono limitati solo alle fasi preliminari di scavi finché non sono stati definitivamente cancellati nell'ottobre 2023 dal Consiglio superiore dei Beni culturali.

## Il progetto

### Origine
L'uscita est della Galleria degli Uffizi non ha mai avuto un'effettiva sistemazione formale. Una proposta progettuale per l'uscita era stata presentata nel 1990 da Giovanni Michelucci: il progetto proponeva un prisma di vetro che avrebbe accompagnato i visitatori verso l'esterno. Mai realizzato, il progetto di Michelucci costituisce un precedente storico importante.
Il concorso per la nuova uscita venne bandito nel 1998 e vi parteciparono numerosi architetti di fama internazionale, tra cui Mario Botta, Norman Foster, Gae Aulenti, Hans Hollein e Vittorio Gregotti.
I progettisti partirono dalla considerazione che la loggia è una soluzione formale molto frequente nel contesto architettonico italiano, come testimonia anche il tessuto urbano della città di Firenze nel quale si trovano diversi e noti esempi, fra i quali la Loggia dei Lanzi e la Loggia del Grano.

### Il progetto
Arata Isozaki e Andrea Maffei, autori della proposta progettuale che vinse il concorso, concepirono l'idea della loggia sia per intessere un dialogo formale con la tradizione storica sia per gli aspetti funzionali propri di tale struttura: oltre a offrire protezione e copertura quando necessario, essa avrebbe dovuto definire un vero e proprio spazio pubblico. La copertura trapezoidale della loggia, che si restringe in prossimità della connessione con l'edificio del museo, nelle intenzioni dei progettisti richiamava la cultura rinascimentale, in particolare i temi cari al Brunelleschi.
La proposta progettuale proponeva la riqualificazione di piazza del Grano aprendo un'area ampia circa 300 metri quadrati che nel sottosuolo ospitava depositi e vani tecnici e nel soprasuolo una copertura con pochi punti di connessione al suolo. La nuova uscita non intendeva competere con quella esistente né allontanare i visitatori dal percorso principale attraverso il museo, ma piuttosto mirava a sgombrare e rendere fruibile la piazza, conferendo nuova vita a uno spazio urbano poco vissuto. La semplicità e linearità del linguaggio progettuale erano le chiavi che permettevano di creare uno spazio fluido fra interno ed esterno.
La pavimentazione della piazza era costituita da una grande rampa che univa l'edificio con Via dei Castellani, ed era rivestita in pietra serena come elemento di connessione visiva e materica all'esterno. 
La loggia, alta e con una copertura a forma di ventaglio, era stata pensata in acciaio, pietra serena e vetro. La copertura era costituita da una serie di travi orizzontali disposte secondo un disegno radiale all'interno di un perimetro trapezoidale; rivestita da pannelli di vetro, la copertura si lasciava attraversare dal sole e dalle ombre delle travi, ed era sostenuta da quattro importanti pilastri che sottolineano la scansione delle retrostanti porte e delle finestre disegnate dal Vasari senza alterarne le proporzioni. I pilastri che sostenevano il lato corto della copertura si accostano alla pietra serena dell'edificio esistente osservando uno spazio di rispetto dalla facciata degli Uffizi. Al centro dello spazio coperto quattro basamenti ospitano altrettante sculture che, disposte secondo l'orditura delle uscite, richiamano i ritmi della facciata retrostante.
Il riferimento alla memoria storica del luogo era stata una precisa scelta linguistica apprezzata dalla giuria del concorso.

## Dibattito

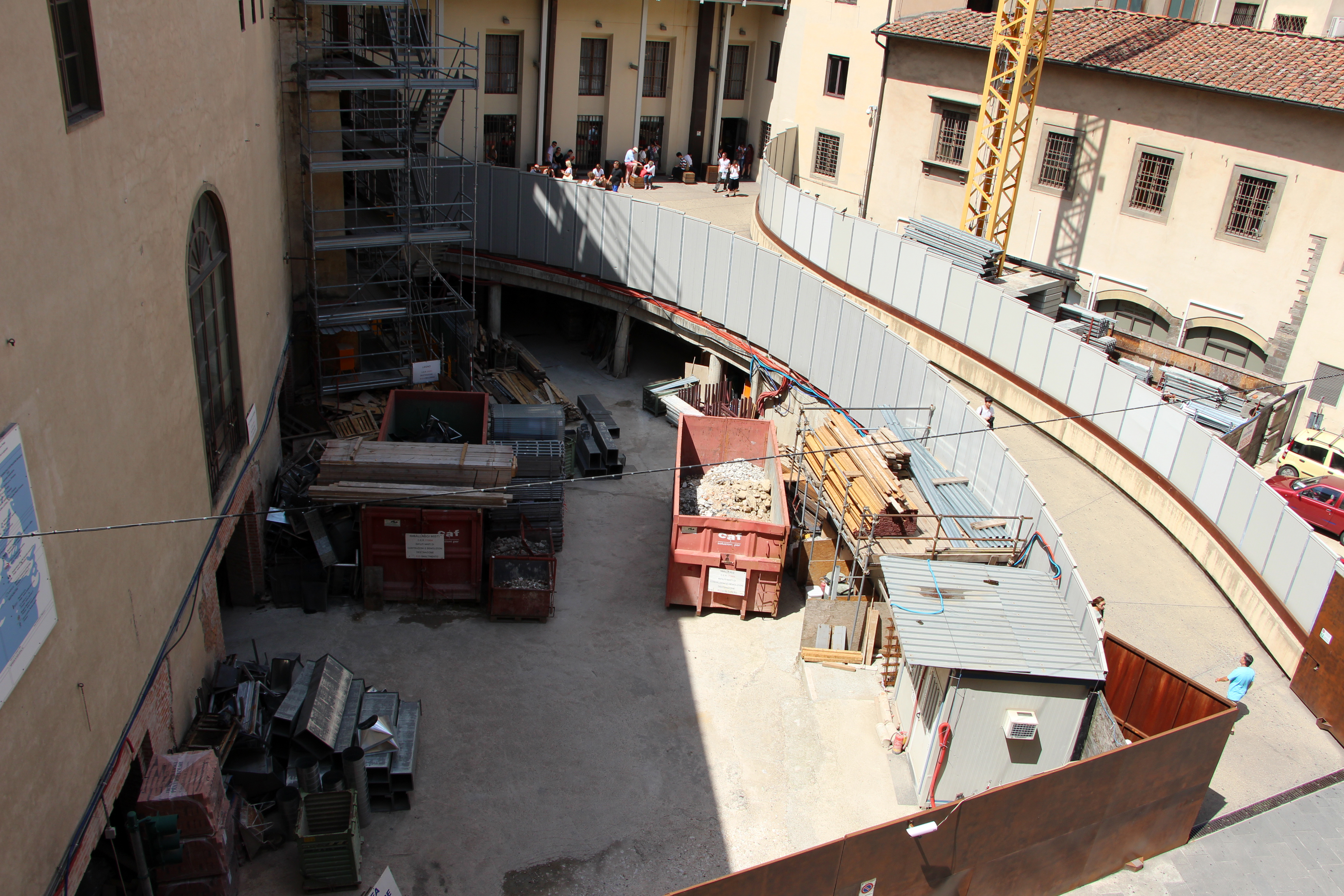
Il cantiere della nuova uscita nel 2014.

L'intervento per la nuova uscita del museo, nella sua purezza geometrica percepita come in contrasto con l'architettura dell'edificio vasariano, divenne immediatamente oggetto di dibattito per la comunità fiorentina e un caso di rilevanza nazionale fra chi sosteneva il progetto e chi non avrebbe voluto che fosse realizzato. Le controversie sulla loggia sono di natura politica oltre che estetica.
I resti archeologici trovati sotto gli Uffizi appena iniziati i lavori contribuirono a ostacolare la realizzazione dell'opera a causa delle severe politiche di conservazione del patrimonio storico, e le nuove trasformazioni all'interno degli Uffizi hanno ulteriormente complicato la realizzazione della loggia, contribuendo a creare quello che oggi alcuni media definiscono come “ferita culturale” . Tuttavia, una nutrita schiera di architetti, artisti e collezionisti d'arte si è sempre fatta portavoce di continui appelli affinché l'opera venisse realizzata.
Dopo oltre vent'anni di lavori in cantiere, circondato da una parete in acciaio Corten, nel 2023 il progetto è stato definitivamente cancellato dal Consiglio superiore dei Beni culturali, in particolare per via dell'opposizione dello storico dell'arte e sottosegretario alla cultura Vittorio Sgarbi. Il sindaco di Firenze Dario Nardella ha espresso grande rammarico per la decisione. Sgarbi ha proposto, in sostituzione del progetto di Isozaki-Maffei, la realizzazione di uno spazio verde denominato "Giardino di Flora", contenente le stesse essenze arboree di alcune opere ospitate nel museo fra cui la Primavera di Sandro Botticelli e l'Annunciazione di Leonardo da Vinci, progettato dall'architetto Paolo Genta.